# Dylan Minnette
Dylan Christopher Minnette (Evansville, Indiana, 29 de diciembre de 1996) es un cantante, compositor, actor y músico estadounidense. Es conocido principalmente por ser vocalista y guitarrista de la banda Wallows y por sus actuaciones como Clay Jensen en 13 Reasons Why, Wes Hicks en Scream 5, David Shephard en Lost, Rex Britten en el drama de la NBC Awake, Anthony en la película de comedia Alexander and the Terrible, Horrible, No Good, Very Bad Day, Zach Cooper en la película Goosebumps, Ryan en Grey's Anatomy y Alex en la película de terror No respires.

## Biografía
Minnette nació en Evansville, Indiana. Es hijo de Robyn (Maker) y Craig Minnette. Vivió en Champaign, Illinois durante cinco años, antes de mudarse a Los Ángeles para continuar su carrera como actor.

## Carrera

### Actuación
Su primer papel fue en la serie de televisión Two and half men como una versión joven de Charlie Harper de espaldas en el episodio 20 de la temporada 2, así como en Drake & Josh, en el episodio «El Demonizador», interpretando a Jeffrey. Desde entonces, ha aparecido en las películas The Year Without a Santa Claus, de la NBC; en Fred Claus, con un personaje sin nombre; como Todd Lyons en The Clique y como Noah Framm en Snow Buddies. Su más notable papel en la televisión, incluyen a Clay Norman en Saving Grace. Interpretó a Kenny, un matón, en Let Me In, un remake de Let the Right One In, lanzada en octubre de 2010. Minnette, también ha aparecido en varios comerciales y en cuatro episodios de Lost, como el hijo de Jack Shephard. Además, hizo una pequeña aparición en Prison Break.

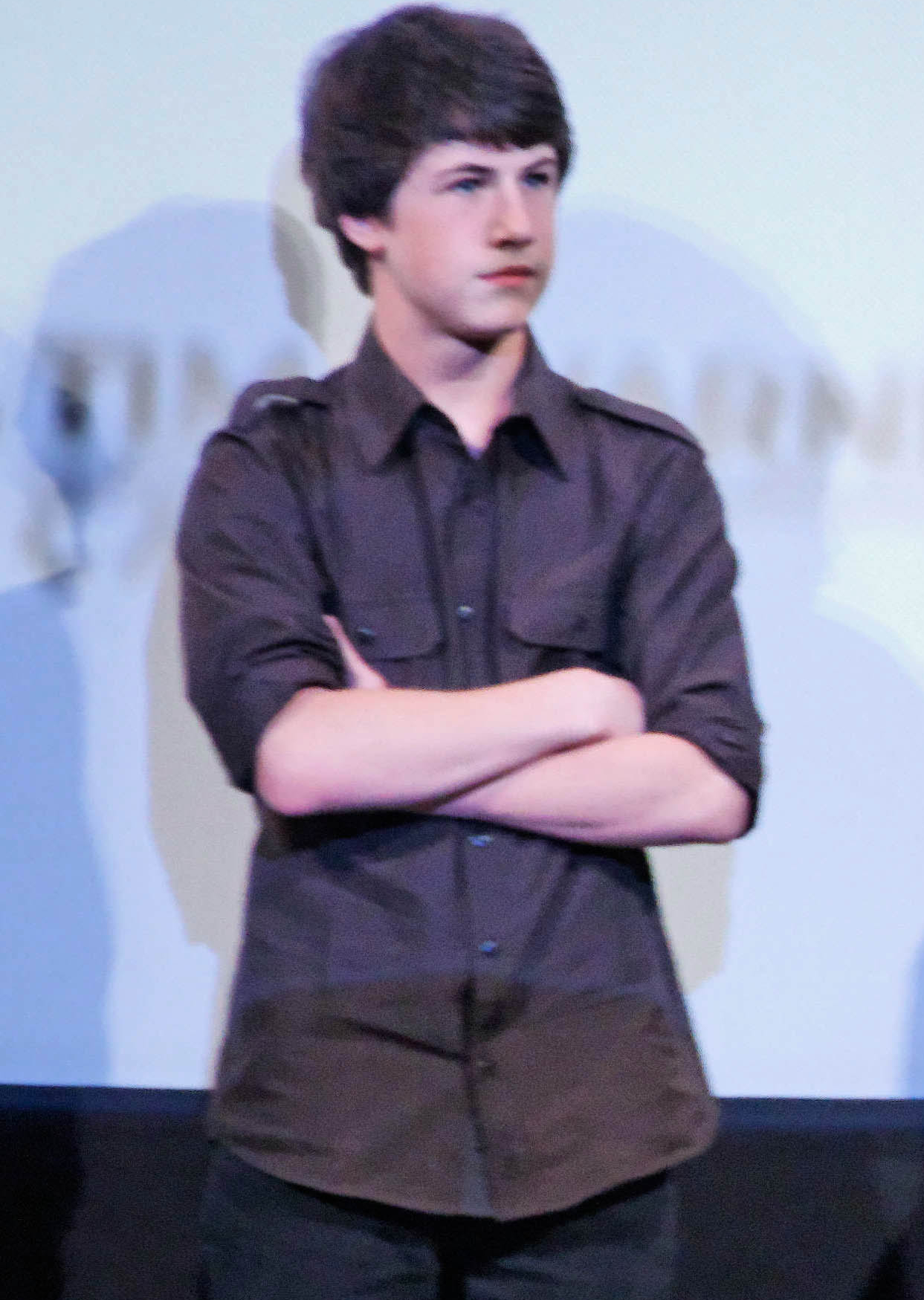
Minnette en 2010.

Minnette también apareció en el vídeo de la canción «The Crow & the Butterfly» del grupo Shinedown. 
En 2014, tuvo un pequeño papel recurrente en la segunda temporada de la serie Agents of S.H.I.E.L.D., de la cadena ABC, como Donnie Gill/Blizzard.
En 2015, protagonizó la película de terror y comedia Goosebumps, junto a Jack Black y Odeya Rush. En 2016, tuvo un rol protagonista en la película de terror No respires, interpretando el papel de Alex.
Desde 2017, protagoniza la serie web 13 Reasons Why de Netflix, interpretando a Clay Jensen.

### Música
Minnette es el cantante y guitarrista rítmico de la banda Wallows, junto con Cole Preston (batería) y Braeden Lemasters (cantante, guitarra). Antes de 2017, eran conocidos como The Feaver y más tarde como The Narwhals. Actuaron en el Summer Meltdown, un concierto para la concienciación sobre el autismo en 2010, y ganaron un concurso de batalla de bandas ese mismo año, patrocinado por la emisora 98.7 FM. Tocaron en el Vans Warped Tour 2011 y desde entonces han actuado en muchos lugares de Los Ángeles, incluyendo el Roxy Theatre y el Whisky a Go Go. Su canción «Bleeding Man» se utilizó en la promoción de la segunda temporada de The Haunting Hour de R.L. Stine.
A lo largo de 2017, lanzaron cuatro sencillos en Apple Music y Spotify: «Pleaser», «Sun Tan», «Uncomfortable» y «Pulling Leaves Off Trees». En 2018, lanzaron su EP debut Spring, que incluía los sencillos «Pictures of Girls» y «These Days». Interpretaron «Pictures of Girls» en The Late Late Show con James Corden el 8 de mayo de 2018. Su álbum debut, Nothing Happens, se lanzó en marzo de 2019. En 2020, lanzaron su segundo EP, Remote, que incluía los sencillos «Nobody Gets Me (Like You)» y «Virtual Aerobics».
Minnette actuó con Wallows en Coachella 2022, festival encabezado por Harry Styles, Billie Eilish y The Weeknd x Swedish House Mafia.

## Filmografía

### Cine
| Año  | Título                                                      | Papel                        | Notas |
| ---- | ----------------------------------------------------------- | ---------------------------- | --- |
| 2003 | The Year Without a Santa Claus                              | Ignatius «Iggy» Thistlewhite | Película para televisión                                                                                            |
| 2007 | Oranges                                                     | Billy                        | Directo a video |
| 2007 | Fred Claus                                                  | Chico huérfano               | Directo a video |
| 2008 | Snow Buddies                                                | Noah Framm                   | Directo a video |
| 2008 | The Clique                                                  | Todd Lyons                   | Directo a video |
| 2010 | Let Me In                                                   | Kenny                        | Nominado - Premios Artista Joven (Young Artist Awards) por Mejor Actuación en una Película (Actor de Reparto Joven) |
| 2013 | Prisoners                                                   | Ralph Dover                  | |
| 2013 | Labor Day                                                   | Henry Wheeler, 16 años       | |
| 2014 | Alexander and The Terrible, Horrible, No Good, Very Bad Day | Anthony Cooper               | Secundario en elenco coral                                                                                          |
| 2015 | Goosebumps                                                  | Zach Cooper                  | Protagonista |
| 2016 | No respires                                                 | Alex                         | Protagonista |
| 2017 | The Disaster Artist                                         | Él mismo                     | Cameo |
| 2018 | The Open House                                              | Logan Wallace                | Protagonista |
| 2022 | Scream 5                                                    | Wes Hicks                    | Secundario |

### Televisión
| Año       | Título                                      | Rol                          | Notas                                                        |
| --------- | ------------------------------------------- | ---------------------------- | ------------------------------------------------------------ |
| 2005      | Drake & Josh                                | Jeffrey                      | Episodio: «The Demonator»                                    |
| 2005      | Two and a Half Men                          | Young Charlie Harper         | Episodio: «I Always Wanted a Shaved Monkey»                  |
| 2005–06   | Prison Break                                | Michael Scofield (joven)     | Recurrente; 5 episodios                                      |
| 2006      | Mad TV                                      | Billy                        | 1 episodio                                                   |
| 2006      | The Year Without a Santa Claus              | Iggy Thistlewhite            | Película para televisión                                     |
| 2007–10   | Saving Grace                                | Clay Norman                  | Elenco principal                                             |
| 2007      | Grey's Anatomy                              | Ryan                         | Episodio: «Haunt You Every Day»                              |
| 2008      | Ghost Whisperer                             | Pierce Wilkins               | Episodio: «Stranglehold»                                     |
| 2008      | Rules of Engagement                         | Nicky                        | Episodio: «Buyer's Remorse»                                  |
| 2008      | The Mentalist                               | Frankie O'Keefe              | Episodio: «Red Hair and Silver Tape»                         |
| 2009      | Supernatural                                | Danny Carter                 | Episodio: «Family Remains»                                   |
| 2010      | Lost                                        | David Shephard               | 4 episodios                                                  |
| 2010      | Medium                                      | Cameron                      | Episodio: «Bring Your Daughter to Work Day»                  |
| 2010–11   | Men of a Certain Age                        | Reed                         | 4 episodios                                                  |
| 2011      | Lie to Me                                   | Noah                         | Episodio: «Rebound»                                          |
| 2011      | Against the Wall                            | Ryan Spencer                 | Episodio: «Obsessed and Unwanted»                            |
| 2011      | R. L. Stine's The Haunting Hour: The Series | Corey                        | Episodio: «Brush with Madness»                               |
| 2016      | Awake                                       | Rex Britten                  | Elenco principal                                             |
| 2012      | Law & Order: Special Victims Unit           | Luca Gabardelli              | Episodio: «Learning Curve»                                   |
| 2012      | Major Crimes                                | Avi Strauss                  | Episodio: «The Ecstasy and the Agony»                        |
| 2013      | Nikita                                      | Stefan Tasarov               | Episodio: «Reunion»                                          |
| 2013      | Save Me                                     | Ben Tompkins                 | Episodio: «The Book of Beth»                                 |
| 2013      | R. L. Stine's The Haunting Hour: The Series | Chad                         | Episodio: «Funhouse»                                         |
| 2014      | Agents of S.H.I.E.L.D.                      | Donnie Gill / Blizzard       | Episodios: «Seeds» & «Making Friends and Influencing People» |
| 2014      | Scandal                                     | Fitzgerald "Jerry" Grant Jr. | Recurrente; 6 episodios                                      |
| 2017–2020 | 13 Reasons Why                              | Clay Jensen                  | Protagonista, serie de TV Netflix                            |
| 2018      | The Late Late Show with James Corden        | Él mismo                     | Invitado                                                     |
| 2022      | The Dropout                                 | Tyler Shultz                 | Miniserie                                                    |

## Premios y nominaciones
| Año  | Premio              | Categoría                                                                                    | Nominación                                                  | Resultado |
| ---- | ------------------- | -------------------------------------------------------------------------------------------- | ----------------------------------------------------------- | --------- |
| 2008 | Young Artist Awards | Mejor actuación en una serie de televisión – Actor joven de diez años o menos                | Saving Grace                                                | Ganador   |
| 2009 | Young Artist Awards | Mejor actuación en una serie de televisión - Invitado protagonizado por el joven actor       | The Mentalist                                               | Nominado  |
| 2009 | Young Artist Awards | Mejor actuación en una serie de televisión - Joven actor recurrente                          | Saving Grace                                                | Nominado  |
| 2011 | Young Artist Awards | Mejor Actuación en un Largometraje - Actor Joven de Reparto                                  | Let Me In                                                   | Nominado  |
| 2011 | Young Artist Awards | Mejor actuación en un largometraje - Elenco joven                                            | Let Me In                                                   | Nominado  |
| 2011 | Young Artist Awards | Mejor actuación en una serie de televisión - Invitado protagonizado por el joven actor 14–17 | Medium                                                      | Ganador   |
| 2011 | Young Artist Awards | Mejor actuación en una serie de televisión - Joven actor recurrente                          | Lost                                                        | Nominado  |
| 2015 | Young Artist Awards | Mejor actuación en un largometraje - Elenco joven                                            | Alexander and the Terrible, Horrible, No Good, Very Bad Day | Nominado  |